# Joschka Fischer

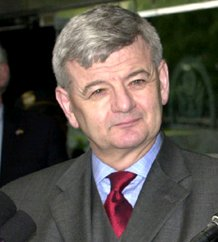
Joschka Fischer (2002)

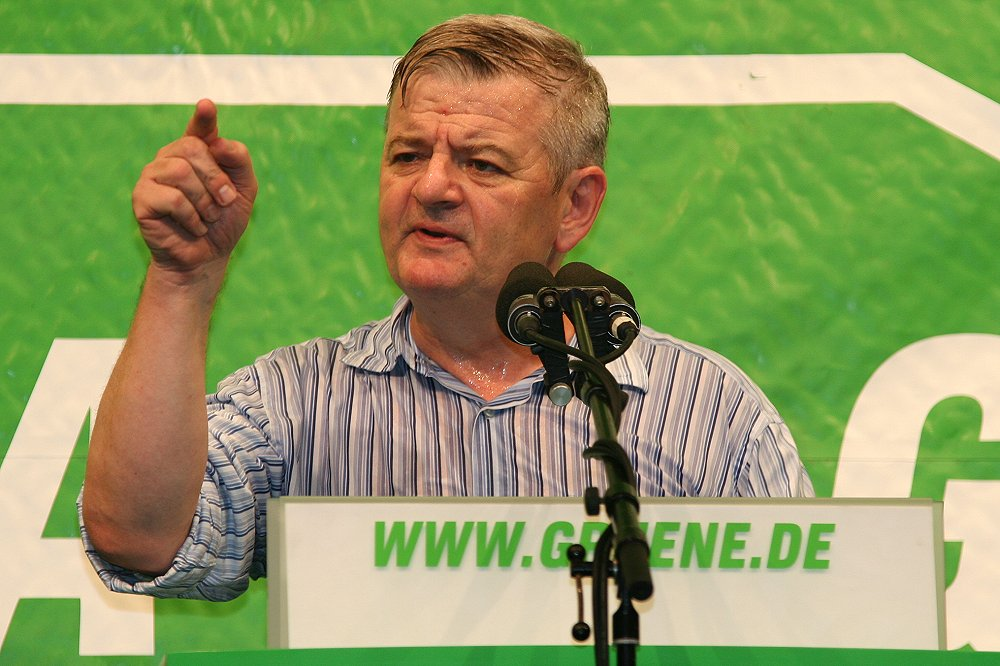
Joschka Fischer (2005) tijdens een verkiezingstoespraak

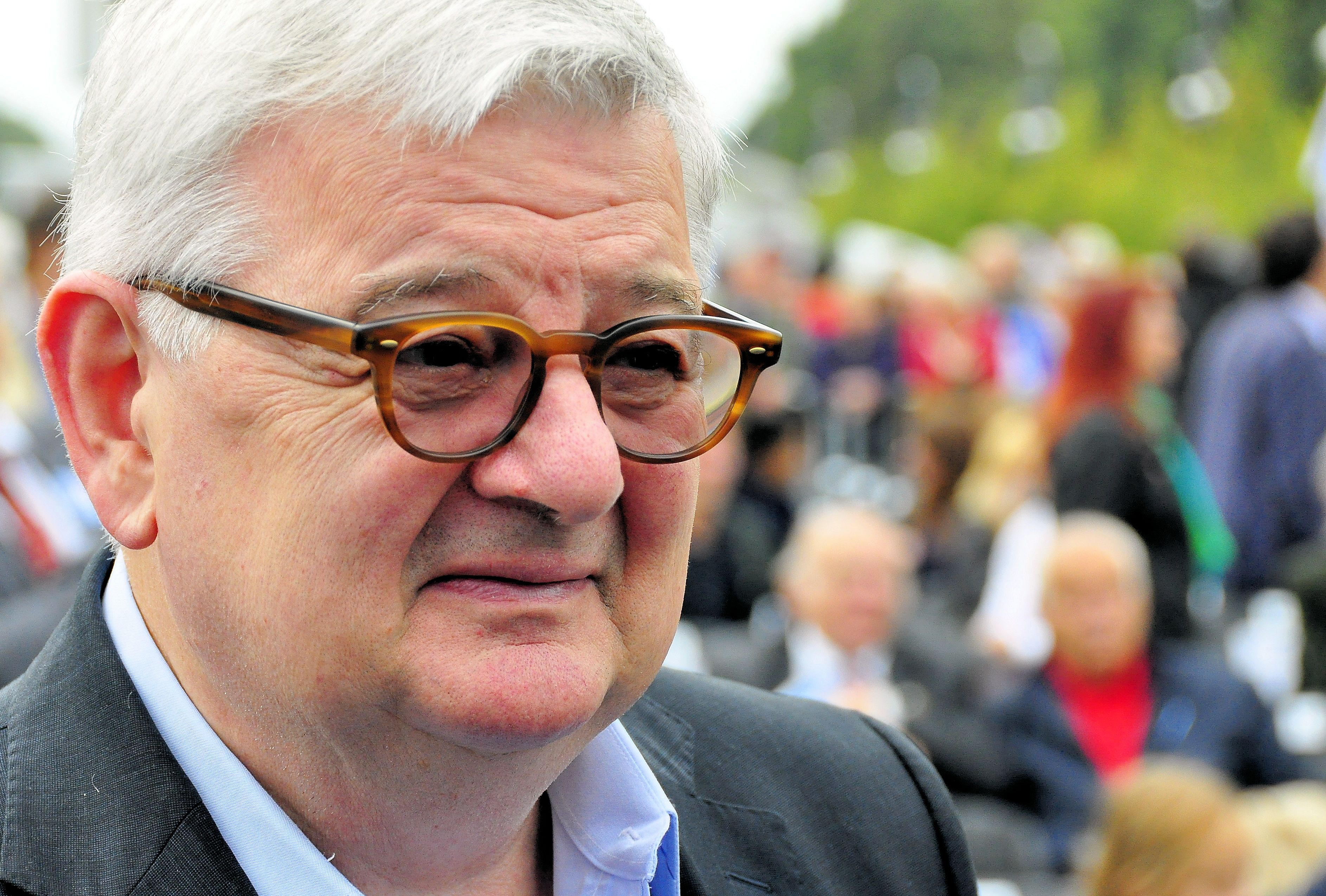
Joschka Fischer (2014)

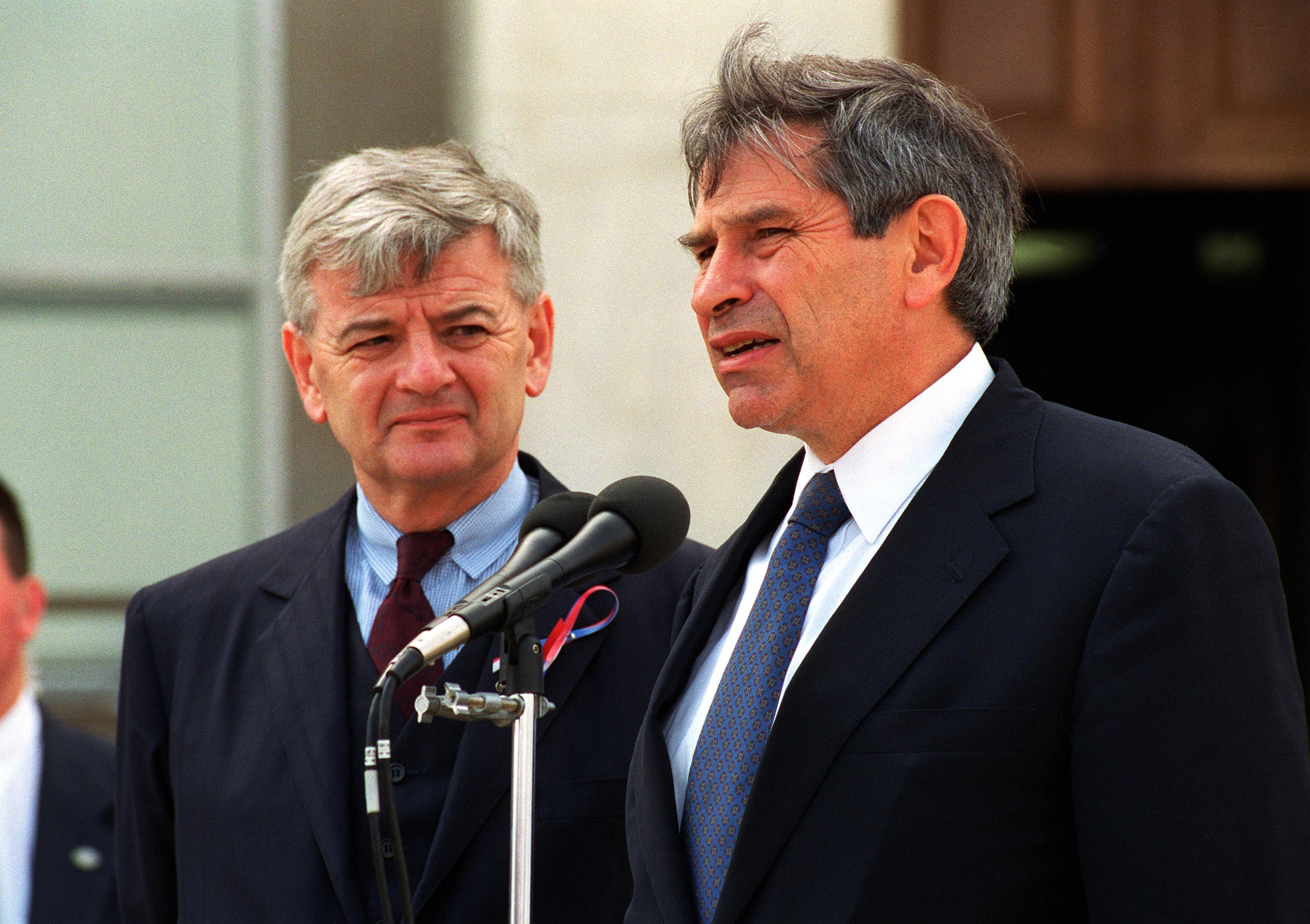
Joschka Fischer (l) en Paul Wolfowitz

Joseph Martin Fischer (Gerabronn, 12 april 1948) is een Duits politicus van Bündnis 90/Die Grünen. Van 1998 tot november 2005 was hij minister van Buitenlandse Zaken en vicebondskanselier. Zijn roepnaam Joschka komt van Jóska, een verkleinvorm van de Hongaarse naam József. Zijn ouders zijn Duitse Hongaren, die in 1946 naar Duitsland kwamen.
Volgens opiniepeilingen uit de jaren 1999-2005 was hij de populairste Duitse minister, ondanks (of juist dankzij) het feit dat zijn radicaal verleden en zijn huwelijksmoraal uitgebreid in de media belicht werden.
Tijdens een persconferentie op 27 juni 2006 maakte hij zijn vertrek uit de Duitse politiek bekend, alsook zijn aanvaarding van een gastprofessoraat in de crisisdiplomatie, in september 2006, aan de Amerikaanse Universiteit van Princeton.

## Achtergrond, opleiding en beroep
Fischer was het derde kind van een slager uit Budakeszi in Hongarije. De Duitse familie Fischer heeft jarenlang in Hongarije gewoond, maar werd in 1946 ten gevolge van de Tweede Wereldoorlog door de Hongaren naar Duitsland verdreven.
In 1965 stopte de jonge Fischer, die tijdens zijn jongere jaren nog als misdienaar actief was, zijn opleiding aan het Gottlieb-Daimler-Gymnasium in Stuttgart-Bad Cannstatt. In 1966 begon hij nog met een opleiding tot fotograaf in Fellbach, maar maakte deze niet af. Later werkte hij nog een tijdje als speelgoedverkoper.
In 1967 raakte Fischer betrokken bij de linkse beweging: eerst in Stuttgart, later in Frankfurt. Hij nam deel aan protestmarsen die in gewelddadigheden eindigden. Hij behoorde tot de Frankfortse krakersscene en nam als deel van de "Putztruppe" aan straatgevechten met de politie deel waarbij ook een paar politieagenten verwond werden. Uit deze tijd stamt zijn vriendschap met Daniel Cohn-Bendit.  
Ook was hij kort actief binnen de links-radicale en militante beweging Revolutionärer Kampf, die de klassenstrijd in de fabrieken wilde dragen. In 1971 begon hij als RK-medewerker bij autofabriek Opel te werken. Na enkele maanden kreeg hij ontslag vanwege propaganda-activiteiten. Hierna deed Fischer ongeschoold gelegenheidswerk en bedreef hij politiek activisme. Hij werkte als taxichauffeur (tussen 1976 en 1981) en later, tot 1982, als medewerker in de Karl Marx Boekwinkel te Frankfort.
Tijdens de zogenaamde Deutscher Herbst (Duitse Herfst) werd Duitsland geconfronteerd met het linkse activisme van o.a. de Rote Armee Fraktion. Daarna ontstond een periode van demoralisatie en ging men zich veelal inzetten voor alternatieve bewegingen en besloot men geweld en radicale acties af te zweren. Een en ander culmineerde iets later in de nieuw opgerichte "Groene-Alternatieve Lijst" (GAL), de Groene Partij. Fischer ging met dit alles mee en maakte parlementaire carrière in de Duitse deelstaat Hessen.
Sinds 29 oktober 2005 is Fischer voor de vijfde keer gehuwd. De Romeinse burgemeester Walter Veltroni voltrok zijn huwelijk met de 28 jaar jongere Minu Barati, dochter van een lid van de Iraanse oppositie, die sinds de zomer 2003 zijn partner was. Zijn vorige huwelijken – met de zakenvrouw Edeltraud Seifert (°1949) van 1967 tot 1984, de architecte Inge Vogel van 1984 tot 1987, de journaliste Claudia Bohn van december 1987 tot 1999 en de journaliste Nicola Leske van 17 april 1999 tot 18 september 2003 – eindigden alle met een scheiding. Met zijn tweede vrouw (Inge) heeft hij twee kinderen.
Fischer is de populairste Duitse politicus, hoewel niet altijd in de eigen partij. De populariteit kan deels verklaard worden uit Fischers instinct voor en toepassing van de zgn. Realpolitik. Deze typische machtspolitiek heeft in Duitsland veel gezag, vooral omdat het met de eerste bondskanselier van Duitsland, Bismarck, sterk verbonden is. Bismarck wordt er gezien als de "grootste Duitser" uit de geschiedenis, nog net voor Luther en Marx.

## Bourgondische levensstijl
Fischer won ook veel respect van de Duitse bevolking door in 2000 een zwaar dieet te volgen. Fischer hield van een Bourgondische levensstijl en daarbij hoort een voorliefde voor goed (en veel) eten en drinken. Als gevolg daarvan leed Fischer aan overgewicht. Van de ene op de andere dag zwoer Fischer alcohol af, veranderde hij zijn eetpatroon en begon hij dagelijks te joggen. Fischer verloor meer dan 35 kilogram en liep in 2001 de marathon van New York. Later beschreef hij zijn mentale en lichamelijke ontwikkeling in het boek Mein langer Lauf zu mir selbst, dat een bestseller werd in Duitsland.
Fischer bekleedt een eredoctoraat aan de Universiteit van Haifa.

## Politieke loopbaan
Tussen 1983 en 1985 zat Fischer namens de Groenen in de Duitse Bondsdag. In 1985 werd hij minister van Milieu in Hessen. Dit was toen de eerste rood-groene coalitie van sociaaldemocraten en groenen in Duitsland. Fischer veroorzaakte in die tijd ophef doordat hij bij de eedaflegging tennisschoenen droeg. Deze schoenen worden nu tentoongesteld in het Duits Historisch Museum in Bonn.
Tussen 1991 en 1994 was hij opnieuw minister van Milieu in Hessen. In dezelfde periode zat hij ook weer in de Bondsdag.
In 1998 werd Fischer vice-bondskanselier en minister van Buitenlandse Zaken in het rood-groene kabinet onder leiding van kanselier Gerhard Schröder. Bij de verkiezingen van 2002 haalde de meerderheid een krappe overwinning en Fischer werd herbenoemd. Na de vervroegde verkiezingen van 18 september 2005 was er geen rood-groene meerderheid meer mogelijk. Officieel eindigde zijn ambt als minister op 18 oktober 2005, de dag waarop het nieuwe parlement samenkwam. Hij bleef het ambt evenwel waarnemen tot 22 november 2005, dag van de beëdiging van het kabinet Merkel. Frank-Walter Steinmeier (SPD) volgde hem op als minister van Buitenlandse Zaken.
In 1999 steunde Fischer een Duitse deelname aan het ingrijpen in Kosovo door de Navo. Dit was een omstreden standpunt, zowel in Duitsland als daarbuiten. Voor de eerste keer sinds de Tweede Wereldoorlog zouden Duitse soldaten actief betrokken worden bij gevechtshandelingen. Fischer verdedigde zijn standpunt door te verwijzen naar Auschwitz: het Servische leger zou een genocide op de Albanese bevolking plannen. Van genocideplannen is echter nooit iets gebleken, wel van etnische zuivering.
Er zijn geruchten dat Fischer ook sterke voorstander was van het stationeren van Duitse troepen in Afghanistan, en dat hij toenmalig bondskanselier Gerhard Schröder persoonlijk heeft overtuigd niet mee te doen aan de oorlog in Irak. Fischer was een goede vriend van Kofi Annan, oud-secretaris-generaal van de Verenigde Naties.
Fischer was na Hans-Dietrich Genscher (FDP) de langstzittende minister van Buitenlandse Zaken van Duitsland.
Na zijn vertrek uit de regering ontstonden er geruchten dat hij snel zou terugkeren op het internationale politiek vlak. Zijn naam werd genoemd als toekomstig minister van Buitenlandse Zaken voor de Europese Unie, een functie die Fischer zou ambiëren. Minder concreet werden ook belangrijke functies binnen de VN, EU of andere internationale organisaties genoemd.
Fischer zelf verklaarde dat hij zijn bijdrage wou leveren voor de verjonging van de partij en dat hij niet meer ter beschikking stond voor een topfunctie binnen de partij. Hij nam zijn bondsdagmandaat waar, en beperkte zijn parlementaire activiteit hoofdzakelijk tot fractiewerk. Eind juni 2006 werd bekend dat hij zich volledig uit de politiek zou terugtrekken, en op 27 juni 2006 nam hij afscheid van de Groene fractie in de Bondsdag (zijn mandaat zou hij officieel na het zomerreces van 2006 neerleggen).
Bij zijn afscheid liet hij geen misverstand bestaan over zijn bedoelingen. "Alle ideeën die zeggen 'die komt wel terug', zijn niet van deze wereld", aldus Fischer tijdens de druk bezochte persconferentie; "De deur is dicht. De sleutel wordt omgedraaid en weggeworpen."

## Na de politiek
- Vanaf september 2006 is Fischer gasthoogleraar aan de Amerikaanse Universiteit van Princeton met als leeropdracht internationale crisisdiplomatie.
- In 2007 voegde hij zich bij de Arab Democratic Foundation (Arabisch Democratisch Fonds) als stichtend lid van de Board of Trustees.
- Vanaf 2008 is hij adviseur bij de Albright Group, een consulting firma van Madeleine Albright.
- In 2009 werd hij adviseur bij Nabucco-pijpleidingproject.
- Op 15 september steunde hij de nieuw opgerichte Spinelli Group, een groep die werd opgericht om nieuw leven te blazen in het streven naar federalisering van de Europese Unie. Andere leden van de groep zijn onder andere Jacques Delors, Daniel Cohn-Bendit en Guy Verhofstadt.

## Uitspraak
- Nooit meer Auschwitz.[1]